# Saint-Chamassy
Saint-Chamassy est une commune française située dans le département de la Dordogne, en région Nouvelle-Aquitaine.

## Géographie

### Généralités
Très tôt, Saint-Chamassy a occupé une place stratégique, entre les vallées de la Dordogne et de la Vézère.

### Communes limitrophes
Saint-Chamassy est limitrophe de six autres communes. À l'est, son territoire n'est éloigné que d'environ 170 mètres de celui de Campagne.
| Limeuil            | Le Bugue              | Audrix                    |
|                    | Saint-Chamassy        |                           |
| Alles-sur-Dordogne | Le Buisson-de-Cadouin | Coux et Bigaroque-Mouzens |

### Géologie et relief

#### Géologie
Situé sur la plaque nord du Bassin aquitain et bordé à son extrémité nord-est par une frange du Massif central, le département de la Dordogne présente une grande diversité géologique. Les terrains sont disposés en profondeur en strates régulières, témoins d'une sédimentation sur cette ancienne plate-forme marine. Le département peut ainsi être découpé sur le plan géologique en quatre gradins différenciés selon leur âge géologique. Saint-Chamassy est située dans le troisième gradin à partir du nord-est, un plateau formé de calcaires hétérogènes du Crétacé.
Les couches affleurantes sur le territoire communal sont constituées de formations superficielles du Quaternaire et de roches sédimentaires datant pour certaines du Cénozoïque, et pour d'autres du Mésozoïque. La formation la plus ancienne, notée c4b-c(BB), date du Santonien moyen à supérieur, composée de calcaires fins bioclastiques bien triés, parfois récifaux (formations de Savignac et de Mauzens). La formation la plus récente, notée CFvs, fait partie des formations superficielles de type colluvions carbonatées de vallons secs : sable limoneux à débris calcaires et argile sableuse à débris. Le descriptif de ces couches est détaillé dans  la feuille « no 807 - Le Bugue » de la carte géologique au 1/50 000 de la France métropolitaine, et sa notice associée.

Carte géologique de Saint-Chamassy.

#### Relief et paysages
Le département de la Dordogne se présente comme un vaste plateau incliné du nord-est (491 m, à la forêt de Vieillecour dans le Nontronnais, à Saint-Pierre-de-Frugie) au sud-ouest (2 m à Lamothe-Montravel). L'altitude du territoire communal varie quant à elle entre 45 mètres et 220 mètres,.
Dans le cadre de la Convention européenne du paysage entrée en vigueur en France le 1er juillet 2006, renforcée par la loi du 8 août 2016 pour la reconquête de la biodiversité, de la nature et des paysages, un atlas des paysages de la Dordogne a été élaboré sous maîtrise d’ouvrage de l’État et publié en octobre 2020. Les paysages du département s'organisent en huit unités paysagères,. La commune fait partie du Périgord noir, un paysage vallonné et forestier, qui ne s’ouvre que ponctuellement autour de vallées-couloirs et d’une multitude de clairières de toutes tailles. Il s'étend du nord de la Vézère au sud de la Dordogne (en amont de Lalinde) et est riche d’un patrimoine exceptionnel.
La superficie cadastrale de la commune publiée par l'Insee, qui sert de référence dans toutes les statistiques, est de 15,60 km2,,. La superficie géographique, issue de la BD Topo, composante du Référentiel à grande échelle produit par l'IGN, est quant à elle de 15,4 km2.

### Hydrographie

#### Réseau hydrographique
La commune est située dans le bassin de la Dordogne au sein du Bassin Adour-Garonne. Elle est drainée par la Dordogne, la Vézère, le Boule et par un petit cours d'eau, qui constituent un réseau hydrographique de 11 km de longueur totale,.
La Dordogne, d'une longueur totale de 483,1 km, prend naissance sur les flancs du puy de Sancy (1 885 m), dans la chaîne des monts Dore, traverse six départements dont la Dordogne dans sa partie sud, et conflue avec la Garonne à Bayon-sur-Gironde, pour former l'estuaire de la Gironde,. Elle borde la commune au sud-ouest sur deux kilomètres en deux tronçons, face au Buisson-de-Cadouin et à Alles-sur-Dordogne.
La Vézère, d'une longueur totale de 211,2 km, prend sa source en Corrèze dans la commune de Meymac et se jette dans la Dordogne — dont elle est l'un des principaux affluents — en rive droite, à Limeuil, face à Alles-sur-Dordogne,. Elle sert de limite territoriale au nord-ouest sur près de trois kilomètres et demi, face à Limeuil.
Autre affluent de rive droite de la Dordogne, le Boule marque la limite au sud entre Saint-Chamassy et Coux et Bigaroque-Mouzens sur plus de trois kilomètres.

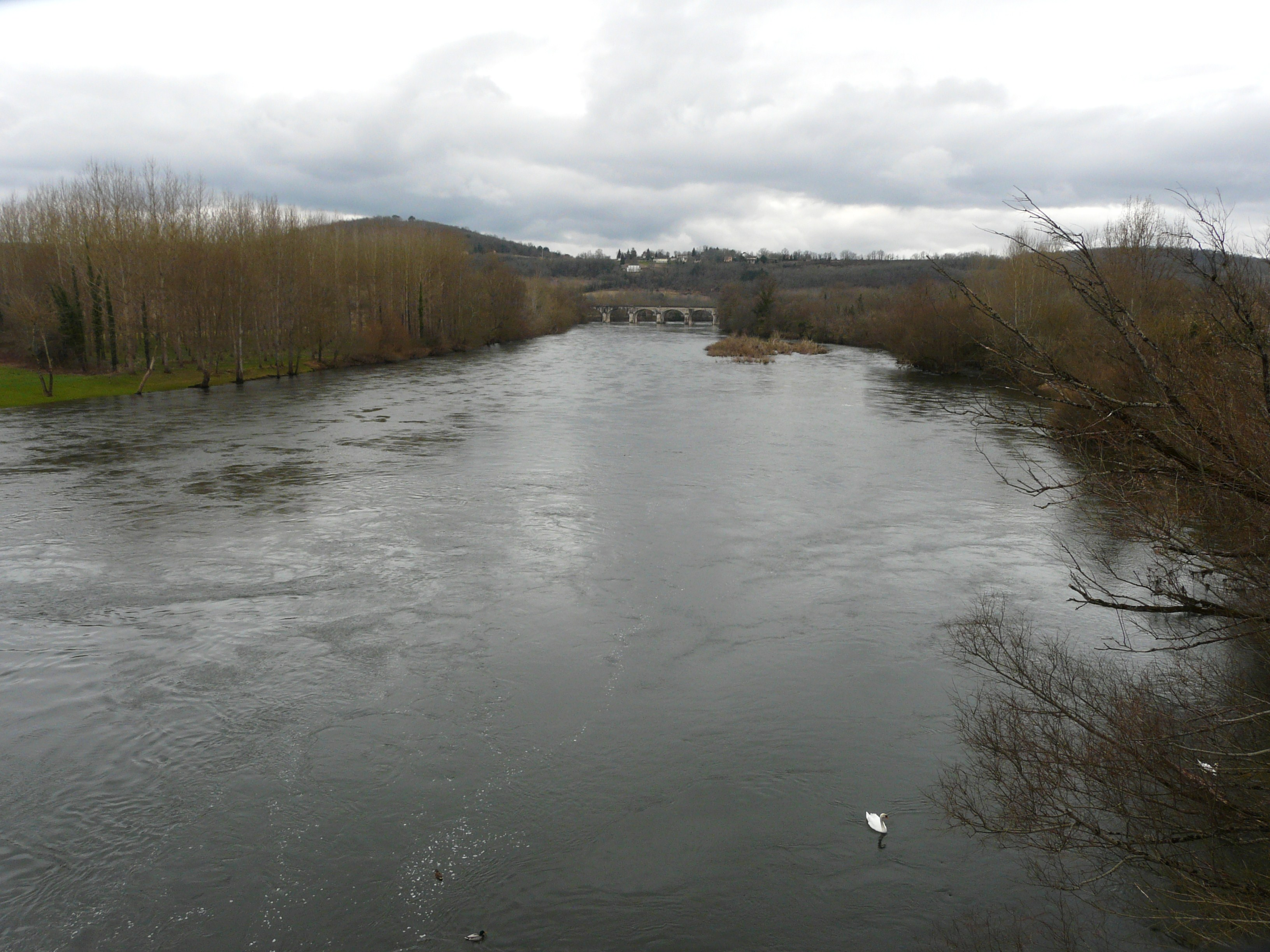
La Dordogne au pont de Vic, en limite du Buisson-de-Cadouin, à gauche, et de Saint-Chamassy.
Réseaux hydrographique et routier de Saint-Chamassy.
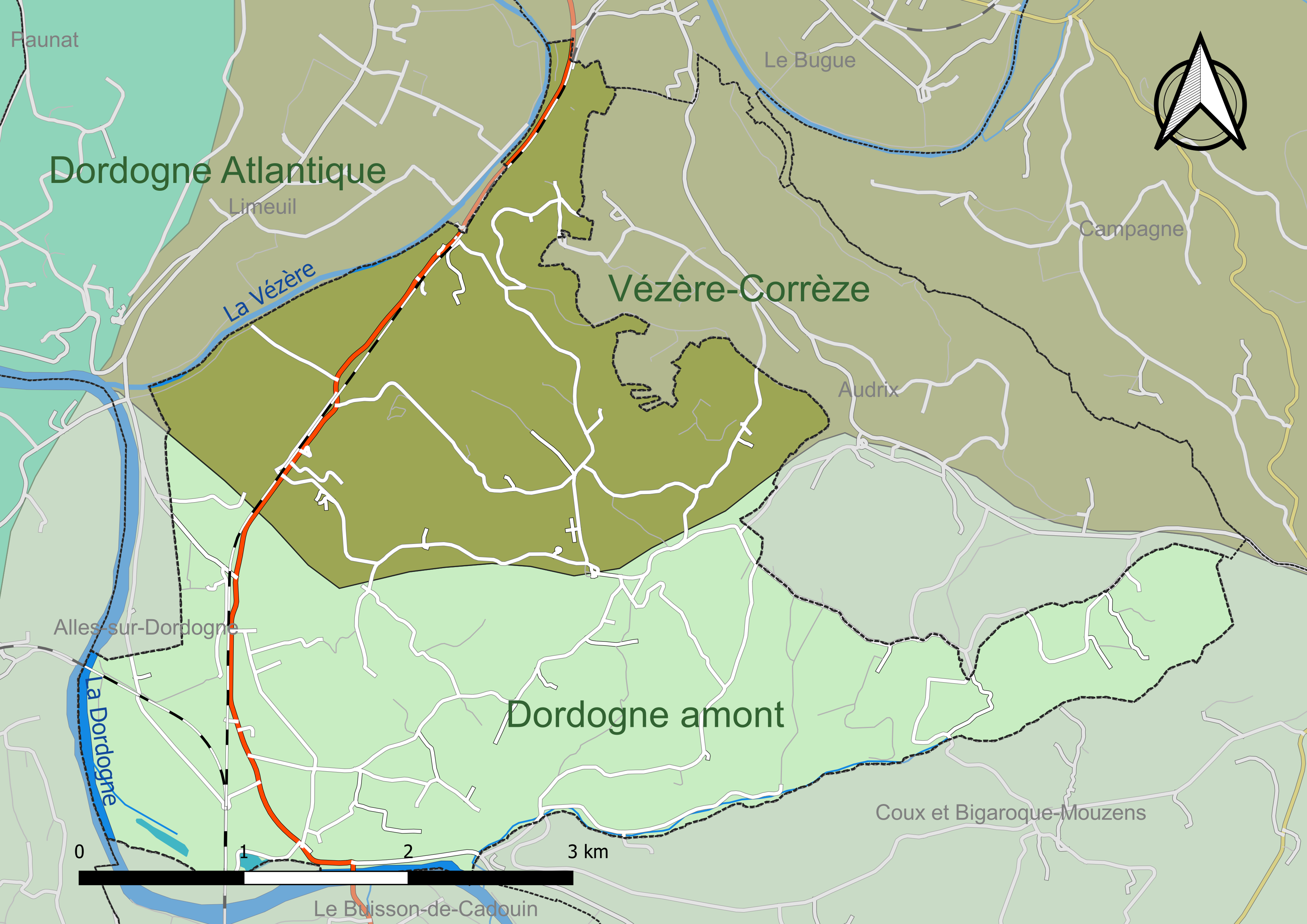
Carte des schémas d'aménagement et de gestion des eaux (SAGE) couvrant le territoire communal de Saint-Chamassy.

#### Gestion et qualité des eaux
Le territoire communal est couvert par les schémas d'aménagement et de gestion des eaux (SAGE) « Dordogne amont » et « Vézère-Corrèze ». Le SAGE « Dordogne amont », dont le territoire s'étend des sources de la Dordogne jusqu'à la confluence de la Vézère à Limeuil, d'une superficie de 9 700 km2 est en cours d'élaboration. La structure porteuse de l'élaboration et de la mise en œuvre est l'établissement public territorial de bassin de la Dordogne (EPIDOR). Le SAGE « Vézère-Corrèze », dont le territoire regroupe les bassins versants de la Vézère et de la Corrèze, d'une superficie de 3 730 km2 est en cours d'élaboration. La structure porteuse de l'élaboration et de la mise en œuvre est le conseil départemental de la Corrèze. Ils définissent chacun sur leur territoire les objectifs généraux d’utilisation, de mise en valeur et de protection quantitative et qualitative des ressources en eau superficielle et souterraine, en respect des objectifs de qualité définis dans le troisième SDAGE  du Bassin Adour-Garonne qui couvre la période 2022-2027, approuvé le 10 mars 2022.
Au sud, environ 60 % du territoire communal dépend du SAGE Dordogne amont. Au nord. la zone restante est rattachée au SAGE Vézère-Corrèze.
La qualité des eaux de baignade et des cours d’eau peut être consultée sur un site dédié géré par les agences de l’eau et l’Agence française pour la biodiversité.

### Climat
Pour des articles plus généraux, voir Climat de la Nouvelle-Aquitaine et Climat de la Dordogne.
Historiquement, la commune est exposée à un climat océanique aquitain.  
En 2020, Météo-France publie une typologie des climats de la France métropolitaine dans laquelle la commune est exposée à un climat océanique altéré et est dans la région climatique  Aquitaine, Gascogne, caractérisée par une pluviométrie abondante au printemps, modérée en automne, un faible ensoleillement au printemps, un été chaud (19,5 °C), des vents faibles, des brouillards fréquents en automne et en hiver et des orages fréquents en été (15 à 20 jours).
Pour la période 1971-2000, la température annuelle moyenne est de 12,7 °C, avec  une amplitude thermique annuelle de 15,1 °C. Le cumul annuel moyen de précipitations est de 927 mm, avec 12,2 jours de précipitations en janvier et 6,6 jours en juillet. Pour la période 1991-2020, la température moyenne annuelle observée sur la station météorologique la plus proche, située sur la commune de Pays de Belvès à 12 km à vol d'oiseau, est de 13,0 °C et le cumul annuel moyen de précipitations est de 888,2 mm,. Pour l'avenir, les paramètres climatiques de la commune estimés pour 2050 selon différents scénarios d’émission de gaz à effet de serre sont consultables sur un site dédié publié par Météo-France en novembre 2022.

### Milieux naturels et biodiversité

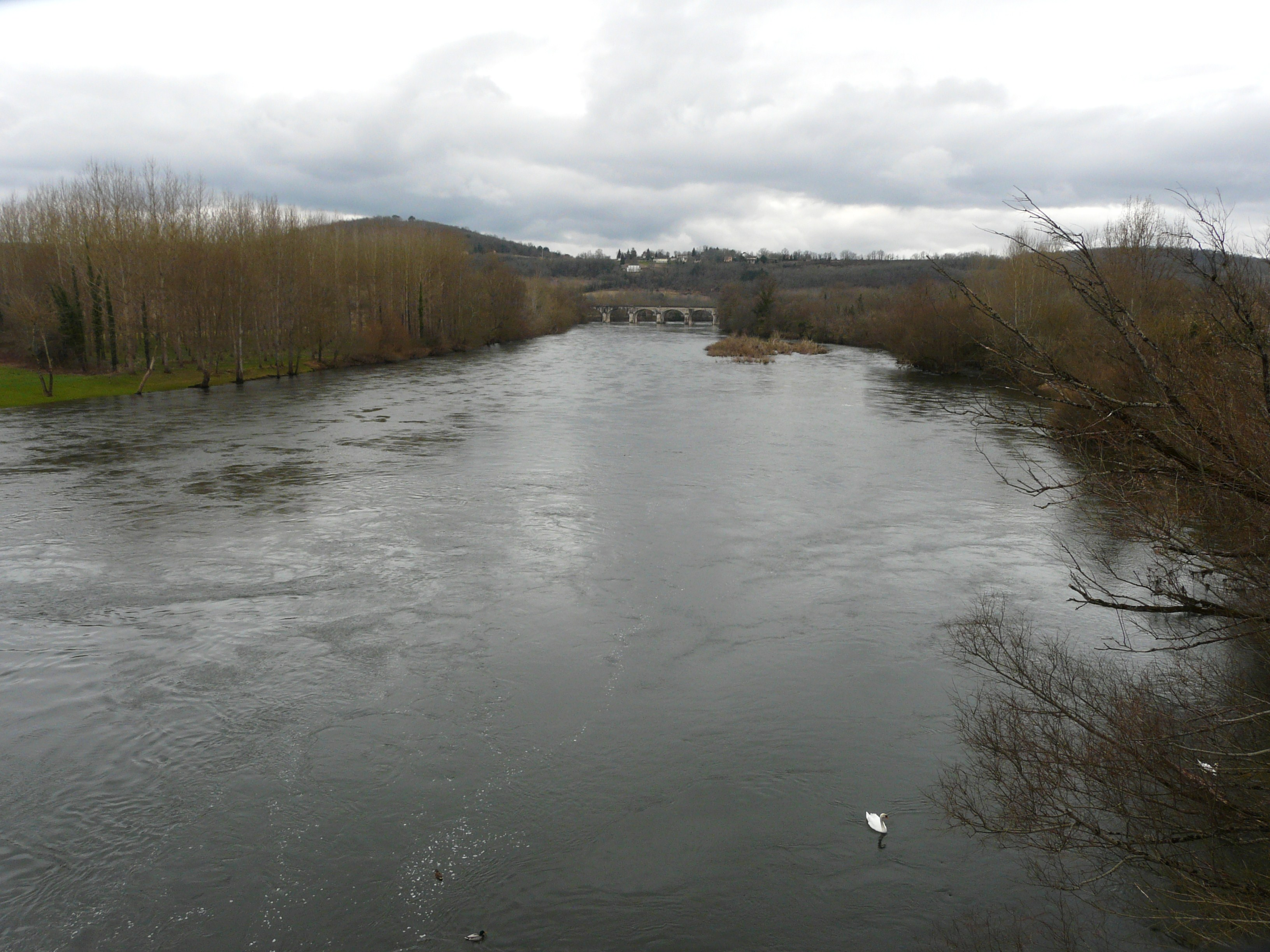
La Dordogne entre Le Buisson-de-Cadouin à gauche et Saint-Chamassy à droite.

#### Natura 2000
La Dordogne est un site du réseau Natura 2000 limité aux départements de la Dordogne et de la Gironde, et qui concerne les 103 communes riveraines de la Dordogne, dont Saint-Chamassy,. Seize espèces animales et une espèce végétale inscrites à l'annexe II de la directive 92/43/CEE de l'Union européenne y ont été répertoriées.
La zone Coteaux calcaires de la vallée de la Dordogne, qui s'étend au total sur 3 686 hectares et est partagée avec vingt-quatre autres communes, fait également partie du réseau Natura 2000,. Deux espèces de chauves-souris inscrites à l'annexe II de la directive 92/43/CEE de l'Union européenne y ont été répertoriées : le Grand rhinolophe (Rhinolophus ferrumequinum) et le Petit rhinolophe (Rhinolophus hipposideros). Sur la commune, elle s'étend sur une dizaine d'hectares et correspond aux coteaux situés en bordure de la Dordogne, entre Vic et Bigaroque.

#### ZNIEFF
Saint-Chamassy fait partie des 102 communes concernées par la zone naturelle d'intérêt écologique, faunistique et floristique (ZNIEFF) de type II « La Dordogne »,, dans laquelle ont été répertoriées huit espèces animales déterminantes et cinquante-sept espèces végétales déterminantes, ainsi que quarante-trois autres espèces animales et trente-neuf autres espèces végétales.

## Urbanisme

### Typologie
Au 1er janvier 2024, Saint-Chamassy est catégorisée commune rurale à habitat dispersé, selon la nouvelle grille communale de densité à 7 niveaux définie par l'Insee en 2022.
Elle est située hors unité urbaine et hors attraction des villes,.

### Occupation des sols
L'occupation des sols de la commune, telle qu'elle ressort de la base de données européenne d’occupation biophysique des sols Corine Land Cover (CLC), est marquée par l'importance des territoires agricoles (67,7 % en 2018), en diminution par rapport à 1990 (69,1 %). La répartition détaillée en 2018 est la suivante : 
prairies (37,4 %), forêts (29,8 %), zones agricoles hétérogènes (24,8 %), terres arables (5,6 %), mines, décharges et chantiers (1,4 %), eaux continentales (0,7 %), milieux à végétation arbustive et/ou herbacée (0,4 %). L'évolution de l’occupation des sols de la commune et de ses infrastructures peut être observée sur les différentes représentations cartographiques du territoire : la carte de Cassini (XVIIIe siècle), la carte d'état-major (1820-1866) et les cartes ou photos aériennes de l'IGN pour la période actuelle (1950 à aujourd'hui).

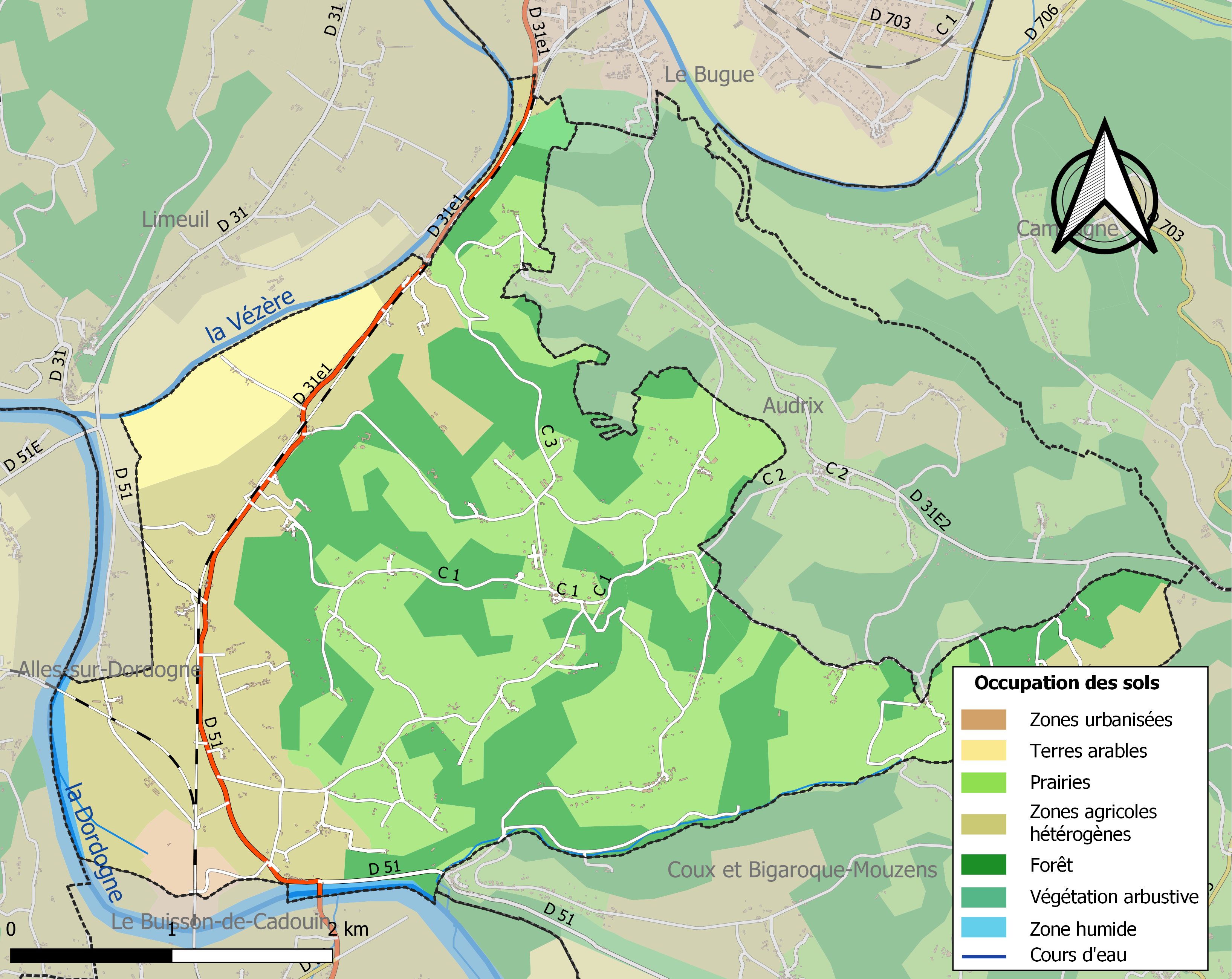
Carte des infrastructures et de l'occupation des sols de la commune en 2018 (CLC).

### Prévention des risques
Le territoire de la commune de Saint-Chamassy est vulnérable à différents aléas naturels : météorologiques (tempête, orage, neige, grand froid, canicule ou sécheresse), inondations, feux de forêts, mouvements de terrains et séisme (sismicité très faible). Il est également exposé à un risque technologique, la rupture d'un barrage. Un site publié par le BRGM permet d'évaluer simplement et rapidement les risques d'un bien localisé soit par son adresse soit par le numéro de sa parcelle.

#### Risques naturels
Certaines parties du territoire communal sont susceptibles d’être affectées par le risque d’inondation par débordement de cours d'eau, notamment la Dordogne. La commune a été reconnue en état de catastrophe naturelle au titre des dommages causés par les inondations et coulées de boue survenues en 1982, 1989, 1993, 1999 et 2008,. Le risque inondation est pris en compte dans l'aménagement du territoire de la commune par le biais du plan de prévention des risques inondation (PPRI) de la « Dordogne Centre », couvrant 20 communes et approuvé le 23 décembre 2008, pour les crues de la Dordogne,.
Saint-Chamassy est exposée au risque de feu de forêt. L’arrêté préfectoral du 14 mars 2013 fixe les conditions de pratique des incinérations et de brûlage dans un objectif de réduire le risque de départs d’incendie. À ce titre, des périodes sont déterminées : interdiction totale du 15 février au 15 mai et du 15 juin au 15 octobre, utilisation réglementée du 16 mai au 14 juin et du 16 octobre au 14 février. En septembre 2020, un plan inter-départemental de protection des forêts contre les incendies (PidPFCI) a été adopté pour la période 2019-2029,.

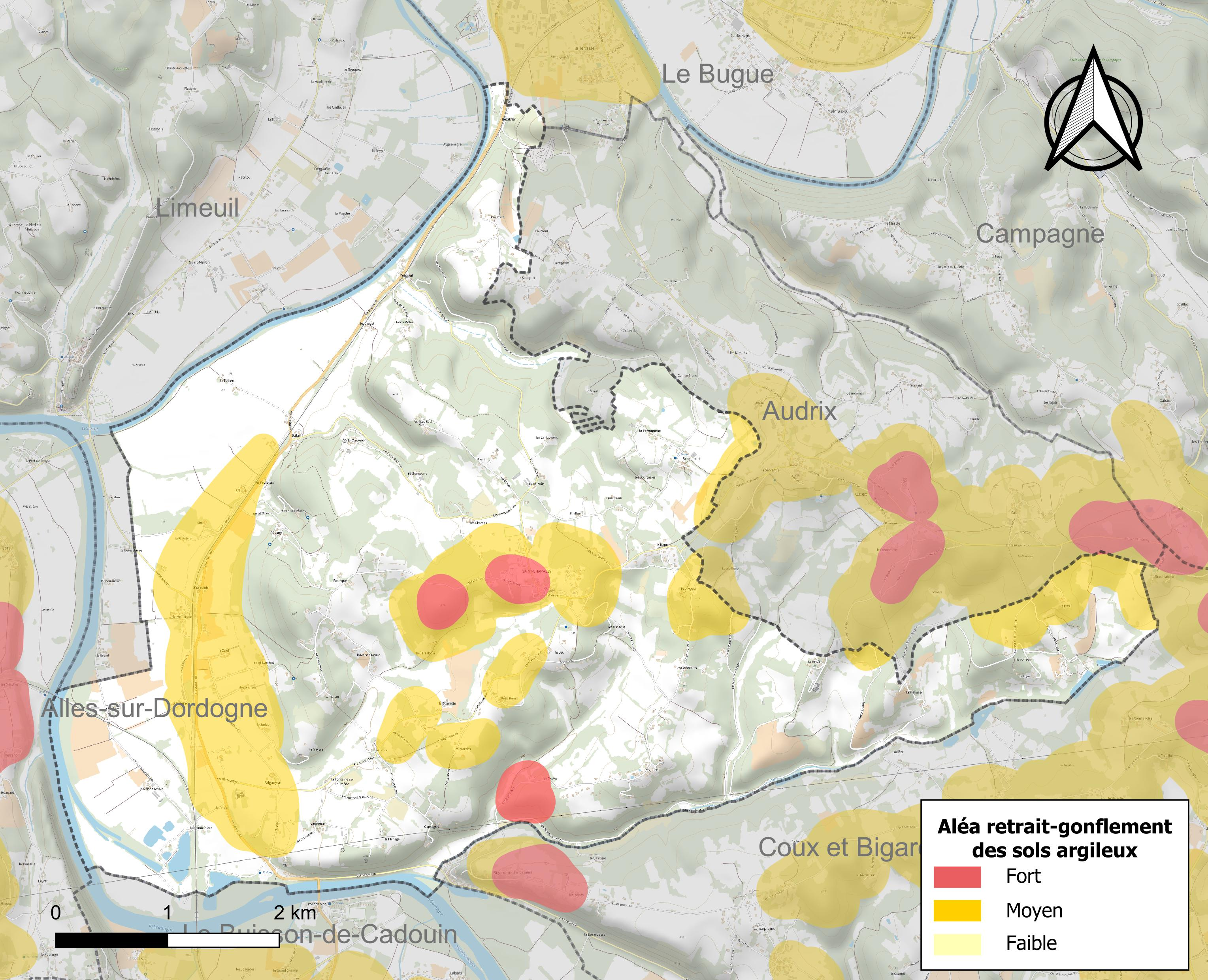
Carte des zones d'aléa retrait-gonflement des sols argileux de Saint-Chamassy.

Les mouvements de terrains susceptibles de se produire sur la commune sont des tassements différentiels. Le retrait-gonflement des sols argileux est susceptible d'engendrer des dommages importants aux bâtiments en cas d’alternance de périodes de sécheresse et de pluie. 21,9 % de la superficie communale est en aléa moyen ou fort (58,6 % au niveau départemental et 48,5 % au niveau national métropolitain). Depuis le 1er octobre 2020, en application de la loi ÉLAN, différentes contraintes s'imposent aux vendeurs, maîtres d'ouvrages ou constructeurs de biens situés dans une zone classée en aléa moyen ou fort,.
La commune a été reconnue en état de catastrophe naturelle au titre des dommages causés par la sécheresse en 1992 et par des mouvements de terrain en 1999.

#### Risque technologique
La commune est en outre située en aval des barrages de Monceaux la Virolle et de Bort-les-Orgues, deux ouvrages de classe A situés dans le département de la Corrèze et faisant l'objet d'un PPI depuis 2009. À ce titre elle est susceptible d’être touchée par l’onde de submersion consécutive à la rupture d'un de ces ouvrages.

## Toponymie
Saint-Chamassy tire son nom de saint Eumachius, confesseur du VIe siècle, qui fut honoré dans l'Angoumois.
En occitan, la commune porte le nom de Sench Amaci.

## Histoire

### Préhistoire
L'abri du Moulin du Roc a livré de l'industrie de transition entre le Magdalénien et l'Azilien, du Sauveterrien, et une sépulture du Néolithique final. Le site a été fouillé par André Morala (1990, 1994, 2003 à 2005).
Le dolmen roc de Cayre, mégalithe très bien conservé, a fait l’objet d’études par la société archéologique en 1883. Les fouilles ont révélé la présence d’un squelette sans tête et d’un silex. Ce mégalithe se trouve sur les bords de l'ancien chemin. Toutes les pierres du dolmen sont en grès rouge.[réf. nécessaire]

### Moyen-Âge
Plus de dix demeures de caractère (châteaux, manoirs, gentilhommières ou maisons fortes) sont disséminées sur le territoire communal. Le manoir (ou château) de Perdigat est le premier que l’on découvre à l’entrée du vallon de Saint-Chamassy. Du début du XVe siècle, le Perdigat dominait la plaine et la Vézère qui coulait à ses pieds.[réf. nécessaire]
L'église Saint-Eumach (ou Saint-Eumaque), doit son nom à saint Eumachus, confesseur du VIe siècle. La partie la plus ancienne date du XVe siècle et était rattachée au château du bourg par un portail gothique. Ce portail ainsi qu'une partie du château et de l'église furent brûlés durant les guerres de religion. À la fin du XVIIIe siècle, un clocher en toit d'ardoise sera construit sur l'un des côtés de l'édifice, donnant ainsi une belle particularité à l'ensemble.
À l'intérieur de l'église, on peut admirer un chemin de croix ainsi qu'un christ du XVe siècle.[réf. nécessaire]

## Politique et administration

### Rattachements administratifs
Dès 1790, la commune de Saint-Chamassy a été rattachée au canton de Limeuil qui dépendait du district de Belvès jusqu'en 1795, date de suppression des districts. Lorsque ce canton est supprimé par la loi du 8 pluviôse an IX (28 janvier 1801)  portant sur la « réduction du nombre de justices de paix », la commune est rattachée au canton de Saint-Alvère dépendant de l'arrondissement de Bergerac, puis en 1819, au canton de Saint-Cyprien dépendant de l'arrondissement de Sarlat (devenu l'arrondissement de Sarlat-la-Canéda en 1965).

### Intercommunalité
Fin 2000, Saint-Chamassy intègre dès sa création la communauté de communes Terre de Cro-Magnon. Celle-ci est dissoute au 31 décembre 2013 et remplacée au 1er janvier 2014 par la communauté de communes de la Vallée de l'Homme.

### Administration municipale
La population de la commune étant comprise entre 500 et 1 499 habitants au recensement de 2017, quinze conseillers municipaux ont été élus en 2020,.

### Liste des maires
| Période                                  | Période   | Identité         | Étiquette | Qualité                             |
| ---------------------------------------- | --------- | ---------------- | --------- | ----------------------------------- |
| Les données manquantes sont à compléter. |           |                  |           |                                     |
|                                          |           |                  |           |                                     |
| 1971                                     | mars 2001 | Jean-Louis Marty |           | Exploitant agricole                 |
| mars 2001                                | mars 2014 | Claude Fauret    | SE        | Retraité de l'enseignement          |
| mars 2014                                | mars 2017 | Charles Schauer  |           |                                     |
| mars 2017                                | mai 2017  | Sylvie Audibert  |           | Adjointe faisant fonctions de maire |
| mai 2017 (réélu en mai 2020)             | En cours  | Roland Delmas    |           |                                     |

## Équipements et services publics

### Enseignement
En 2024, la commune dispose d'une école élémentaire publique où sont accueillis les enfants de CM1 et CM2.
Saint-Chamassy est organisée en regroupement pédagogique intercommunal (RPI) avec trois autres communes : Alles-sur-Dordogne pour les CE1 et CE2, Limeuil pour les petite et moyenne sections de maternelle, et Paunat  pour la grande section de maternelle et le cours préparatoire .

### Justice
Dans le domaine judiciaire, Saint-Chamassy relève : 
- du tribunal de proximité de Sarlat-la-Canéda ;
- du tribunal judiciaire, du tribunal pour enfants, du conseil de prud'hommes et du tribunal de commerce de Bergerac ;
- du pôle Nationalité du tribunal judiciaire de Périgueux (compétent uniquement dans le domaine de la nationalité) ;
- de la cour d'appel et de la  cour administrative d'appel de Bordeaux.

## Population et société

### Démographie
L'évolution du nombre d'habitants est connue à travers les recensements de la population effectués dans la commune depuis 1793. Pour les communes de moins de 10 000 habitants, une enquête de recensement portant sur toute la population est réalisée tous les cinq ans, les populations de référence des années intermédiaires étant quant à elles estimées par interpolation ou extrapolation. Pour la commune, le premier recensement exhaustif entrant dans le cadre du nouveau dispositif a été réalisé en 2004.

En 2022, la commune comptait 496 habitants, en évolution de −5,52 % par rapport à 2016 (Dordogne : +0,37 %, France hors Mayotte : +2,11 %).
| 1793 | 1800  | 1806 | 1821  | 1831  | 1836 | 1841 | 1846 | 1851  |
| ---- | ----- | ---- | ----- | ----- | ---- | ---- | ---- | ----- |
| 971  | 1 008 | 992  | 1 047 | 1 025 | 949  | 952  | 967  | 1 005 |

| 1856  | 1861 | 1866 | 1872 | 1876 | 1881 | 1886 | 1891 | 1896 |
| ----- | ---- | ---- | ---- | ---- | ---- | ---- | ---- | ---- |
| 1 035 | 970  | 938  | 887  | 836  | 840  | 829  | 873  | 807  |

| 1901 | 1906 | 1911 | 1921 | 1926 | 1931 | 1936 | 1946 | 1954 |
| ---- | ---- | ---- | ---- | ---- | ---- | ---- | ---- | ---- |
| 744  | 697  | 647  | 619  | 598  | 614  | 583  | 598  | 537  |

| 1962 | 1968 | 1975 | 1982 | 1990 | 1999 | 2004 | 2006 | 2009 |
| ---- | ---- | ---- | ---- | ---- | ---- | ---- | ---- | ---- |
| 509  | 414  | 380  | 385  | 433  | 443  | 456  | 475  | 525  |

| 2014 | 2019 | 2022 | - | - | - | - | - | - |
| ---- | ---- | ---- | - | - | - | - | - | - |
| 524  | 493  | 496  | - | - | - | - | - | - |

## Économie

### Emploi
En 2015, parmi la population communale comprise entre 15 et 64 ans, les actifs représentent 217 personnes, soit 41,2 % de la population municipale. Le nombre de chômeurs (trente-quatre) a augmenté par rapport à 2010 (vingt-cinq) et le taux de chômage de cette population active s'établit à 15,7 %.

### Établissements
Au 31 décembre 2015, la commune compte 49 établissements, dont 21 au niveau des commerces, transports ou services, onze dans l'agriculture, la sylviculture ou la pêche, sept dans la construction, six dans l'industrie, et quatre relatifs au secteur administratif, à l'enseignement, à la santé ou à l'action sociale.

## Culture locale et patrimoine

### Lieux et monuments

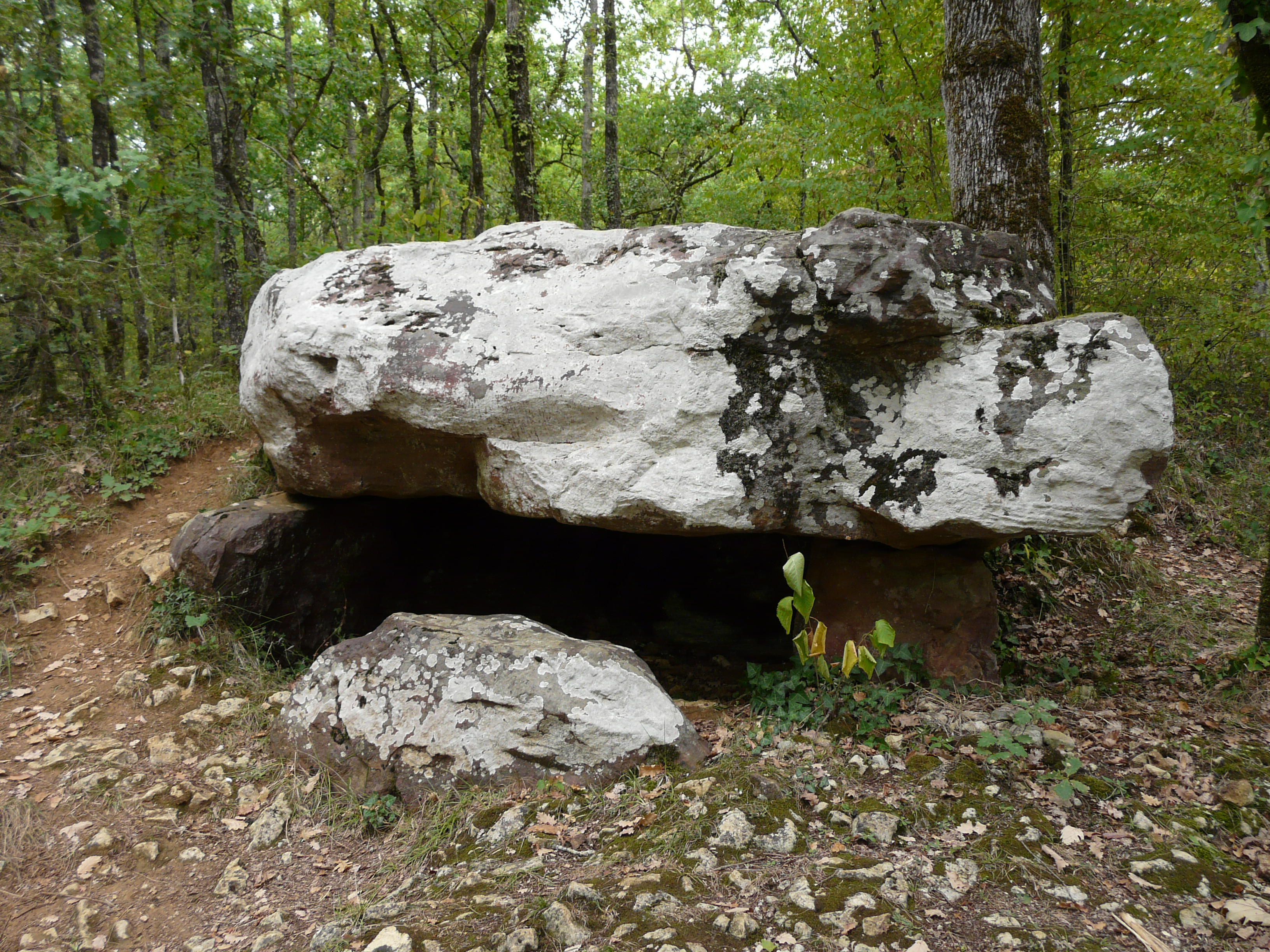
Le dolmen de Cantegrel.

- Le château de la Batut, XVe et XVIIIe siècles.
- Le château de Falgueyrac, XVIIe siècle.
- Le château de Perdigat[73]., ou manoir de Perdigat, XVe et XVIe siècles, inscrit au titre des monuments historiques depuis 1971[58].
- Le manoir du Marais.
- Le manoir de la Queyzie.
- Le manoir de Saint-Chamassy, XVe siècle.
- Le manoir de Verliac.
- Le dolmen de Cantegrel, inscrit en 2008[74].
- L'église Saint-Eumache[75] (ou Saint-Eumaque).
- Les Étangs du Bos, parc de loisirs.

### Personnalités liées à la commune
- Louis Dartige du Fournet (1856-1940), vice-amiral de la flotte française, est enterré à Saint-Chamassy[76].
- Joseph Okinczyc (1879-1952), chirurgien français, est enterré à Saint-Chamassy.
- Raymond Jarlaud (1902-1972), ingénieur aéronautique français, est mort à Saint-Chamassy.
- Michel Degalat (1940-), romancier français né à Vierzon, baptisé à Saint-Chamassy où il a toutes ses attaches familiales.

### Héraldique
| Blason de Saint-Chamassy | Blason  | De gueules au cheval cabré d'or ; au chef cousu* d'azur chargé d'une aigle d'argent. |
| Blason de Saint-Chamassy | Détails | * Ces armes emploient le terme « cousu » dans le seul but de contrevenir à la règle de contrariété des couleurs : elles sont fautives : azur sur gueules. Le statut officiel du blason reste à déterminer. |

## Pour approfondir